# 埃戈爾茨維爾

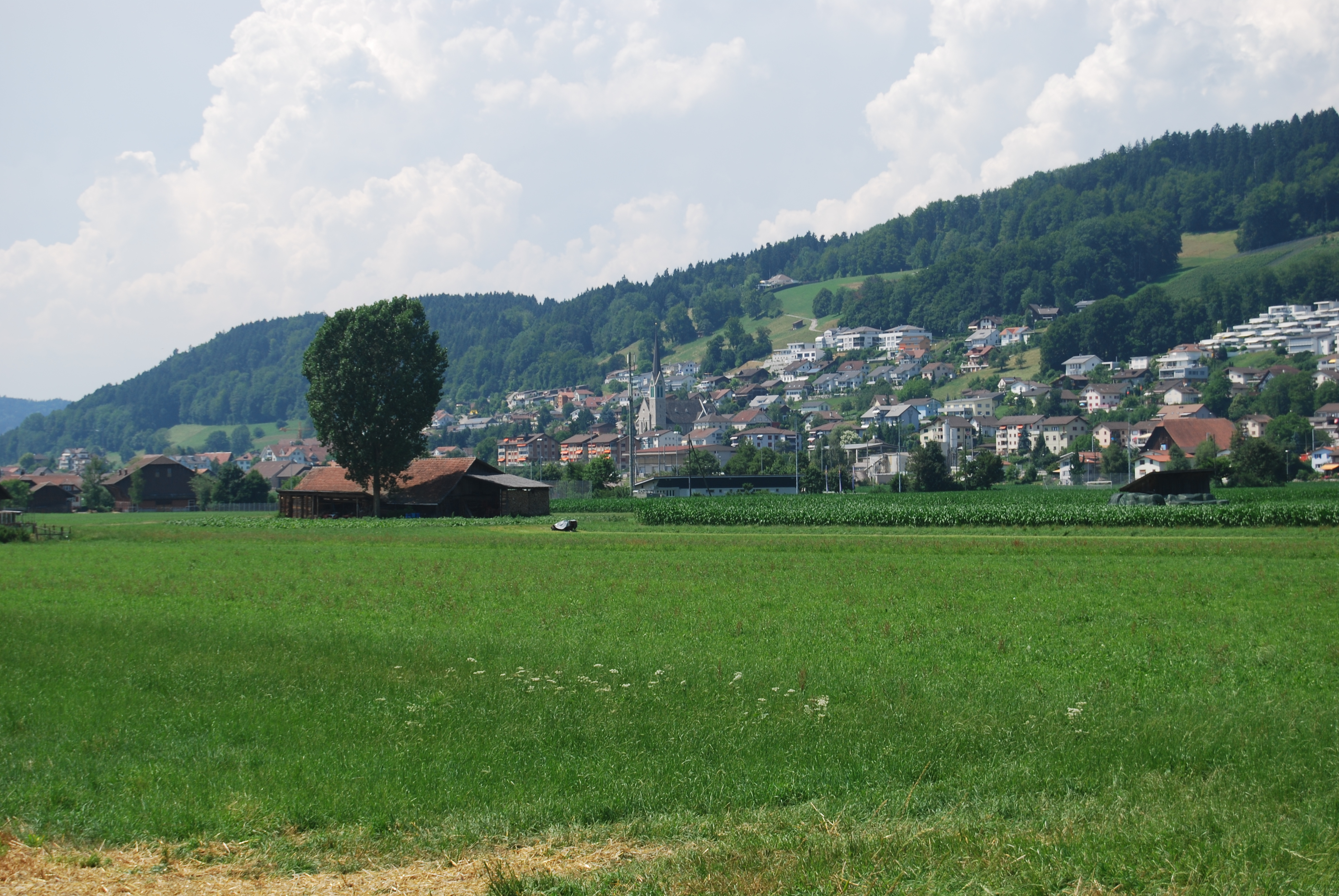

埃戈爾茨維爾是瑞士的城鎮，位於該國中部，由琉森州負責管轄，面積4.17平方公里，六成土地是農業用地，海拔高度523米，2011年人口1,338，人口密度每平方公里321人。